# Flujo radiativo
El flujo radiativo, también conocido como densidad de flujo radiativo o flujo de radiación (o también en ocasiones densidad de flujo de potencia), es la cantidad de potencia irradiada a través de un área determinada, en forma de fotones o de otras partículas elementales, generalmente medidas en W/m2. Es un concepto utilizado en astronomía para determinar la magnitud y la clase espectral de una estrella y en meteorología para determinar la intensidad de la convección en la capa límite planetaria. El flujo radiativo también actúa como una generalización del flujo de calor, que es igual al flujo radiativo cuando se restringe a la radiación infrarroja.
Cuando el flujo radiativo incide sobre una superficie, a menudo se le llama irradiancia. El flujo emitido desde una superficie puede denominarse salida radiante o emitancia radiante. La relación entre la irradiancia reflejada y la irradiancia recibida por una superficie se llama albedo.

## Flujo de radiación de onda corta
El flujo de onda corta es el resultado de la reflexión especular y difusa de la radiación de onda corta incidente por la superficie subyacente. Esta radiación de onda corta, como la radiación solar, puede tener un profundo impacto en ciertos procesos biofísicos de la vegetación, como la fotosíntesis de las copas de los árboles y los balances de energía de la superficie terrestre, al ser absorbida por el suelo y la vegetación. Como es la principal fuente de energía de la mayoría de los fenómenos meteorológicos, la radiación solar de onda corta se utiliza ampliamente en modelos numéricos de predicción meteorológica.

## Flujo de radiación de onda larga
El flujo de onda larga es producto de la reflexión especular y difusa de la energía infrarroja descendente, así como de la emisión de la superficie subyacente. El enfriamiento asociado con la divergencia de la radiación de onda larga es necesario para crear y mantener una situación de inversión térmica duradera cerca de la superficie durante la noche polar. La divergencia del flujo de radiación de onda larga también influye en la formación de niebla.

## Unidades de radiometría del SI
| Magnitud                                                                   | Magnitud | Unidad                                                 | Unidad          | Dimensión | Notas |
| Nombre                                                                     | Símbolo  | Nombre                                                 | Símbolo         | Dimensión | Notas |
| -------------------------------------------------------------------------- | -------- | ------------------------------------------------------ | --------------- | --------- | --- |
| Energía radiante                                                           | Qe       | julio                                                  | J               | M⋅L2⋅T−2  | Energía de la radiación electromagnética. |
| Densidad de energía radiante                                               | we       | julio por metro cúbico                                 | J/m3            | M⋅L−1⋅T−2 | Energía radiante por unidad de volumen. |
| Flujo radiante                                                             | Φe       | vatio                                                  | W = J/s         | M⋅L2⋅T−3  | Energía radiante emitida, reflejada, transmitida o recibida, por unidad de tiempo. A esto a veces también se le llama "potencia radiante", y se llama luminosidad en astronomía. |
| Flujo espectral                                                            | Φe,ν     | vatio por hercio                                       | W/Hz            | M⋅L2⋅T−2  | Flujo radiante por unidad de frecuencia o longitud de onda. Este último se mide comúnmente en W⋅nm−1. |
| Flujo espectral                                                            | Φe,λ     | vatio por metro                                        | W/m             | M⋅L⋅T−3   | Flujo radiante por unidad de frecuencia o longitud de onda. Este último se mide comúnmente en W⋅nm−1. |
| Intensidad radiante                                                        | Ie,Ω     | vatio por estereorradián                               | W/sr            | M⋅L2⋅T−3  | Flujo radiante emitido, reflejado, transmitido o recibido, por unidad de ángulo sólido. Es una cantidad "direccional". |
| Intensidad espectral                                                       | Ie,Ω,ν   | vatio por estereorradián por hercio                    | W⋅sr−1⋅Hz−1     | M⋅L2⋅T−2  | Intensidad radiante por unidad de frecuencia o longitud de onda. Este último se mide comúnmente en W⋅sr−1⋅nm−1. Es una magnitud direccional. |
| Intensidad espectral                                                       | Ie,Ω,λ   | vatio por estereorradián por metro                     | W⋅sr−1⋅m−1      | M⋅L⋅T−3   | Intensidad radiante por unidad de frecuencia o longitud de onda. Este último se mide comúnmente en W⋅sr−1⋅nm−1. Es una magnitud direccional. |
| Radiancia                                                                  | Le,Ω     | vatio por estereorradián por metro cuadrado            | W⋅sr−1⋅m−2      | M⋅T−3     | Flujo radiante emitido, reflejado, transmitido o recibido por una superficie, por unidad de ángulo sólido por unidad de área proyectada. Es una cantidad "direccional", a la que a veces también se le llama confusamente "intensidad". |
| Radiancia espectral Intensidad específica                                  | Le,Ω,ν   | vatio por estereorradián por metro cuadrado por hercio | W⋅sr−1⋅m−2⋅Hz−1 | M⋅T−2     | Resplandor de una superficie por unidad de frecuencia o longitud de onda. Este último se mide comúnmente en W⋅sr−1⋅m−2⋅nm−1. Es una cantidad "direccional", a la que a veces también se le llama confusamente "intensidad espectral". |
| Radiancia espectral Intensidad específica                                  | Le,Ω,λ   | vatio por estereorradián por metro cuadrado, por metro | W⋅sr−1⋅m−3      | M⋅L−1⋅T−3 | Resplandor de una superficie por unidad de frecuencia o longitud de onda. Este último se mide comúnmente en W⋅sr−1⋅m−2⋅nm−1. Es una cantidad "direccional", a la que a veces también se le llama confusamente "intensidad espectral". |
| Irradiancia Densidad de flujo                                              | Ee       | vatio por metro cuadrado                               | W/m2            | M⋅T−3     | Flujo radiante recibido por una superficie por unidad de área. A esto a veces también se le llama confusamente "intensidad". |
| Irradiancia espectral Densidad de flujo espectral                          | Ee,ν     | vatio por metro cuadrado por hercio                    | W⋅m−2⋅Hz−1      | M⋅T−2     | Irradiancia de una superficie por unidad de frecuencia o longitud de onda. A esto a veces también se le llama confusamente "intensidad espectral". Las unidades de densidad de flujo espectral que no pertenecen al SI incluyen jansky (unidad) ((1 Jy = 10−26 W⋅m−2⋅Hz− 1)) y unidad de flujo solar ((1 sfu = 10−22 W⋅m−2⋅Hz−1 = 104 Jy)). |
| Irradiancia espectral Densidad de flujo espectral                          | Ee,λ     | vatio por metro cuadrado, por metro                    | W/m3            | M⋅L−1⋅T−3 | Irradiancia de una superficie por unidad de frecuencia o longitud de onda. A esto a veces también se le llama confusamente "intensidad espectral". Las unidades de densidad de flujo espectral que no pertenecen al SI incluyen jansky (unidad) ((1 Jy = 10−26 W⋅m−2⋅Hz− 1)) y unidad de flujo solar ((1 sfu = 10−22 W⋅m−2⋅Hz−1 = 104 Jy)). |
| Radiosidad                                                                 | Je       | vatio por metro cuadrado                               | W/m2            | M⋅T−3     | Flujo radiante que sale (emitido, reflejado y transmitido por) una superficie por unidad de área. A esto a veces también se le llama confusamente "intensidad". |
| Radiosidad espectral                                                       | Je,ν     | vatio por metro cuadrado por hercio                    | W⋅m−2⋅Hz−1      | M⋅T−2     | Radiosidad de una superficie por unidad de frecuencia o longitud de onda. Este último se mide comúnmente en W⋅m−2⋅nm−1. A esto a veces también se le llama confusamente "intensidad espectral". |
| Radiosidad espectral                                                       | Je,λ     | vatio por metro cuadrado, por metro                    | W/m3            | M⋅L−1⋅T−3 | Radiosidad de una superficie por unidad de frecuencia o longitud de onda. Este último se mide comúnmente en W⋅m−2⋅nm−1. A esto a veces también se le llama confusamente "intensidad espectral". |
| Salida radiante                                                            | Me       | vatio por metro cuadrado                               | W/m2            | M⋅T−3     | Flujo radiante emitido por una superficie por unidad de área. Este es el componente emitido de la radiosidad. "Emitancia radiante" es un término antiguo para esta cantidad. A esto a veces también se le llama confusamente "intensidad".                                                                                                  |
| Salida espectral                                                           | Me,ν     | vatio por metro cuadrado por hercio                    | W⋅m−2⋅Hz−1      | M⋅T−2     | Exitancia radiante de una superficie por unidad de frecuencia o longitud de onda. Este último se mide comúnmente en W⋅m−2⋅nm−1. "Emitancia espectral" es un término antiguo para esta cantidad. A esto a veces también se le llama confusamente "intensidad espectral".                                                                     |
| Salida espectral                                                           | Me,λ     | vatio por metro cuadrado, por metro                    | W/m3            | M⋅L−1⋅T−3 | Exitancia radiante de una superficie por unidad de frecuencia o longitud de onda. Este último se mide comúnmente en W⋅m−2⋅nm−1. "Emitancia espectral" es un término antiguo para esta cantidad. A esto a veces también se le llama confusamente "intensidad espectral".                                                                     |
| Exposición radiante                                                        | He       | julio por metro cuadrado                               | J/m2            | M⋅T−2     | Energía radiante recibida por una superficie por unidad de área, o equivalentemente irradiancia de una superficie integrada a lo largo del tiempo de irradiación. A esto a veces también se le llama "fluencia radiante". |
| Exposición espectral                                                       | He,ν     | julio por metro cuadrado por hercio                    | J⋅m−2⋅Hz−1      | M⋅T−1     | Exposición radiante de una superficie por unidad de frecuencia o longitud de onda. Este último se mide comúnmente en J⋅m−2⋅nm−1. A esto a veces también se le llama "fluencia espectral". |
| Exposición espectral                                                       | He,λ     | julio por metro cuadrado, por metro                    | J/m3            | M⋅L−1⋅T−2 | Exposición radiante de una superficie por unidad de frecuencia o longitud de onda. Este último se mide comúnmente en J⋅m−2⋅nm−1. A esto a veces también se le llama "fluencia espectral". |
| Véase también: Sistema Internacional de Unidades, Radiometría y Fotometría |          |                                                        |                 |           | |